# 死に覆われた星
「死に覆われた星」（しにおおわれたほし、原題: "The Poison Sky"）は、イギリスのSFドラマ『ドクター・フー』の第4シリーズ第5話。2008年5月3日に BBC One で放送された。本作は4月26日に放送された前編「侵略前夜」との二部作の後編であり、先代コンパニオンマーサ・ジョーンズと異星人ソンターランが登場する。
前話に続く「死に覆われた星」では、地球大気を窒息性に変えた毒ガスが、戦争に備えて地球で繁殖する新たなソンターランのクローンの大群を供給するための手段であったことが明らかになる。

## 連続性
2005年クリスマススペシャル「クリスマスの侵略者」でシコラックスの宇宙船を破壊したトーチウッドの兵器が、第3シリーズ「鳴り響くドラム」と「ラスト・オブ・タイムロード」の舞台となった空中空母ヴァリアントに装備された。ドクターはメイス大佐に「准将がいればな…失礼」（英語版では "At times like this, I could do with the Brigadier...no offence."）と告げており、これは3代目・4代目ドクターのコンパニオンであったレスブリッジ・スチュアート准将への言及である。
ドクターはガスマスクを装着する際に「僕のママか」（英語版では "Are you my mummy?"）とメイス大佐に発言しており、これは第1シリーズ「空っぽの少年」と「ドクターは踊る」での出来事を反映している。

## 製作
本作と前話「侵略前夜」の撮影は2007年9月に始まり、5週間を要した。本作のポストプロダクションは「侵略前夜」の放送1週間前に完了した。
製作の最中、監督のダグラス・マッキノンは本作の終盤でターディス中央の動く円柱を普段よりも高速で上下させるつもりだった。しかし、これを完成させようとした際にマッキノンは備品を破壊してしまい、修理に30分かかった。
Friday Night with Jonathan Ross のインタビューで、キャサリン・テイトはソンターラン役の俳優10人と共に撮影をしていたが、数週間が経って初めてソンターランの衣装の中に俳優が居ることに気付いたと主張した。彼女はソンターランが電気で動いていると推測していて、俳優がヘルメットを外して顔を露わにするまで間違いに気づかなかった。彼女は死ぬほど驚いたと語った。
ドクターがソンターランのビデオ通話を妨害した際、CBeebiesの一部実写、一部アニメの生態冒険番組 Tommy Zoom が画面に映り、マジシャンに変装した悪役のプルートーと、主人公トミーおよび彼の犬ダニエルが観客として登場した。当初は『ひつじのショーン』が使用される予定であったが、これは頓挫した。
新シリーズでのこれまでの数多くのエピソードと同様に、BBC News 24 の映像素材が展開される出来事のレポートに使用されている。しかし、より最近の『ドクター・フー』のエピソードでの映像でもそうであるように、このチャンネルは画面上では単に "News 24" とキャプションが付けられており、BBCのロゴは入っていない。本作が製作されて以降、BBC News 24 は BBC News へ番組タイトルが変更された。
ラティガン・アカデミーでのシーンはポート・タルボットのマーガン・カントリー・パークで撮影された。

## 放送
「死に覆われた星」の当夜の非公式な視聴者数は590万人で、番組視聴占拠率は32.5%に達した。最終的に算出された視聴者数は653万人を記録した。本作は、視聴者数912万人を記録したITVの『ブリテンズ・ゴット・タレント』に次いで、その日で2番目に多く視聴された番組であった。「死に覆われた星」はその週ではBBC One で最高視聴率の番組で、テレビ番組全体でも18番目に多い視聴者を獲得した。Appreciation Index の数値は88 ("Excellent") であった。